# Alfredo Moreno
Alfredo David "Chango" Moreno Rojas (ur. 12 stycznia 1980 w Santiago del Estero, zm. 8 grudnia 2021 w Aguascalientes) – argentyński piłkarz z obywatelstwem meksykańskim występujący na pozycji napastnika.

## Kariera klubowa
Moreno pochodzi z miasta Santiago del Estero i jest wychowankiem tamtejszego amatorskiego zespołu Estudiantes de Huaico Hondo, skąd w późniejszym czasie przeniósł się do Sportivo Dock Sud ze stołecznego Buenos Aires. Tam jako piętnastolatek został zauważony przez Jorge Griffę, trenera juniorów krajowego giganta – Club Atlético Boca Juniors i zaraz potem dołączył do akademii młodzieżowej tego klubu. Do pierwszej drużyny został włączony w wieku dziewiętnastu lat przez szkoleniowca Carlosa Bianchiego, w argentyńskiej Primera División debiutując 26 września 1999 w zremisowanym 0:0 spotkaniu z San Lorenzo. Premierowego gola w najwyższej klasie rozgrywkowej strzelił natomiast 31 października tego samego roku w wygranej 3:1 konfrontacji z Rosario Central. W 2000 roku triumfował ze swoją ekipą w najbardziej prestiżowych rozgrywkach południowoamerykańskiego kontynentu – Copa Libertadores, jednak pozostawał wówczas wyłącznie rezerwowym Boca, za konkurentów do gry w linii ataku mając graczy takich jak Martín Palermo, Marcelo Delgado czy Guillermo Barros Schelotto.
Latem 2000 Moreno został wypożyczony do niżej notowanego Racing Club de Avellaneda, gdzie spędził nieudane sześć miesięcy; ani razu nie wpisał się na listę strzelców, zaś jego drużyna zajęła ostatnie miejsce w ligowej tabeli. W styczniu 2001 został wypożyczony po raz kolejny, tym razem do meksykańskiego Club Necaxa z siedzibą w stołecznym mieście Meksyk. W meksykańskiej Primera División zadebiutował 21 stycznia 2001 w przegranym 1:2 meczu z Pueblą, zaś pierwszą bramkę w lidze meksykańskiej strzelił 14 stycznia tego samego roku w zremisowanym 1:1 pojedynku z Celayą z rzutu karnego. Ogółem w barwach Necaxy spędził rok bez większych sukcesów, a wobec braku niezmiennego braku szans na grę w Boca, w lipcu 2002 udał się na wypożyczenie do chińskiego Shandong Luneng Taishan. W Jia-A League po raz pierwszy wpisał się na listę strzelców 18 sierpnia 2002 w wygranym 3:1 spotkaniu z Qingdao Hademen, a po upływie pół roku powrócił do Boca, z którym w wiosennym sezonie Clausura 2003 wywalczył wicemistrzostwo Argentyny. Wówczas także po raz drugi triumfował w Copa Libertadores, jednak wciąż pełnił tylko rolę rezerwowego.
W lipcu 2003 Moreno powrócił do Meksyku, gdzie spędził resztę swojej kariery; wówczas po raz drugi został zawodnikiem Club Necaxa, jednak tym razem mającego już siedzibę w mieście Aguascalientes. Szybko wywalczył sobie niepodważalne miejsce w wyjściowym składzie i przez następne kilka lat pozostawał najlepszym strzelcem ekipy, będąc jednym z ważniejszych zawodników w nowożytnej historii klubu. Ponadto w kwietniu 2006 na zasadzie krótkiego, dwutygodniowego wypożyczenia przeniósł się do ekipy Tigres UANL z miasta Monterrey, aby pomóc jej w awansie do ćwierćfinału Copa Libertadores. W 2007 roku zanotował swój jedyny sukces w barwach Necaxy, triumfując w rozgrywkach kwalifikacyjnych do Copa Libertadores – InterLidze. W lipcu 2007 razem ze swoim kolegą klubowym Mariem Pérezem przeszedł do zespołu San Luis FC z siedzibą w San Luis Potosí, w ramach rozliczenia za transfer Ángela Reyny. Tam od razu został kluczowym graczem linii ataku i w jesiennym sezonie Apertura 2007 z osiemnastoma bramkami na koncie został królem strzelców ligi meksykańskiej.
Latem 2008 Moreno za sumę około 3,6 miliona dolarów został zawodnikiem czołowego meksykańskiego zespołu – stołecznego Club América, gdzie spędził pół roku bez poważniejszych osiągnięć, nie spełniając pokładanych w nim oczekiwań. Bezpośrednio po tym został wypożyczony na sześć miesięcy do swojej byłej drużyny – Club Necaxa, lecz mimo udanych występów i pewnego miejsca w wyjściowym składzie, na koniec rozgrywek 2008/2009 spadł z nią do drugiej ligi. Sam pozostał jednak w najwyższej klasie rozgrywkowej, powracając do San Luis FC – w odwrotną stronę ponownie powędrował Ángel Reyna. Tam bez sukcesów spędził rok jako podstawowy piłkarz, po czym został wypożyczony do drużyny Club Atlas z siedzibą w Guadalajarze, którego barwy także reprezentował przez rok. W listopadzie 2010 otrzymał meksykańskie obywatelstwo, w wyniku wieloletniego zamieszkiwania w tym kraju, natomiast w lipcu 2012 udał się na wypożyczenie do Club Tijuana. Tam w jesiennym Apertura 2012 zdobył pierwszy zarówno w swojej karierze, jak i w historii klubu tytuł mistrza Meksyku, będąc podstawowym napastnikiem ekipy prowadzonej przez Antonio Mohameda.
W lipcu 2013 Moreno został wypożyczony do drużyny Puebla FC, gdzie bez poważniejszych sukcesów występował przez sześć miesięcy, po czym przeszedł do walczącego o utrzymanie w lidze Tiburones Rojos de Veracruz. Barwy ekipy z portowego miasta reprezentował jako podstawowy gracz również przez półroczny okres, a bezpośrednio po tym powrócił do Club Tijuana. Przez pierwszy rok regularnie pojawiał się na ligowych boiskach, lecz później wskutek słabszych występów został wystawiony na listę transferową i relegowany do roli głębokiego rezerwowego, nie potrafiąc nawiązać do sukcesów odnoszonych z Tijuaną podczas pierwszego pobytu w tej ekipie. W styczniu 2016 na zasadzie wypożyczenia dołączył do drugoligowego Celaya FC.
| Sezon     | Klub                        | Kraj      | Rozgrywki            | Mecze | Bramki |
| --------- | --------------------------- | --------- | -------------------- | ----- | ------ |
| 1999/2000 | CA Boca Juniors             | Argentyna | Primera División     | 16    | 7      |
| 2000/2001 | Racing Club de Avellaneda   | Argentyna | Primera División     | 8     | 0      |
| 2000/2001 | Club Necaxa                 | Meksyk    | Liga MX              | 10    | 6      |
| 2001/2002 | Club Necaxa                 | Meksyk    | Liga MX              | 20    | 3      |
| 2001/2002 | CA Boca Juniors             | Argentyna | Primera División     | 2     | 0      |
| 2002      | Shandong Luneng Taishan     | Chiny     | Chinese Super League | 24    | 6      |
| 2002/2003 | CA Boca Juniors             | Argentyna | Primera División     | 5     | 2      |
| 2003/2004 | Club Necaxa                 | Meksyk    | Liga MX              | 37    | 13     |
| 2004/2005 | Club Necaxa                 | Meksyk    | Liga MX              | 35    | 14     |
| 2005/2006 | Club Necaxa                 | Meksyk    | Liga MX              | 34    | 12     |
| 2006/2007 | Club Necaxa                 | Meksyk    | Liga MX              | 25    | 3      |
| 2007/2008 | San Luis FC                 | Meksyk    | Liga MX              | 39    | 26     |
| 2008/2009 | Club América                | Meksyk    | Liga MX              | 14    | 4      |
| 2008/2009 | Club Necaxa                 | Meksyk    | Liga MX              | 15    | 7      |
| 2009/2010 | San Luis FC                 | Meksyk    | Liga MX              | 31    | 13     |
| 2010/2011 | Club Atlas                  | Meksyk    | Liga MX              | 30    | 11     |
| 2011/2012 | San Luis FC                 | Meksyk    | Liga MX              | 28    | 12     |
| 2012/2013 | Club Tijuana                | Meksyk    | Liga MX              | 32    | 8      |
| 2013/2014 | Puebla FC                   | Meksyk    | Liga MX              | 16    | 3      |
| 2013/2014 | Tiburones Rojos de Veracruz | Meksyk    | Liga MX              | 13    | 3      |
| 2014/2015 | Club Tijuana                | Meksyk    | Liga MX              | 26    | 8      |
| 2015/2016 | Club Tijuana                | Meksyk    | Liga MX              | 5     | 0      |
| 2015/2016 | Celaya FC                   | Meksyk    | Ascenso MX           |       |        |